# Mária Antónia bajor hercegnő
Mária Antónia Walpurga (németül: Maria Antonia Walpurgis; München, Bajorország, 1724. július 18. – Drezda, Szászország, 1780. április 23.), Wittelsbach-házból származó bajor hercegnő, Frigyes Keresztély szász trónörökössel 1747-ben kötött házassága révén rövid időre, 1763 októbere és decembere között Szászország választófejedelemnéja. Hitvese halálát követően legidősebb fia, a kiskorú III. Frigyes Ágost mellett Szászország kormányzója sógorával, Ferenc Xavérral. A hercegnő ismert volt művészi tehetségéről: a korban szokatlan módon nemcsak egyszerűen műkedvelő és művészetpártoló személyiség volt, hanem maga is magas színvonalon gyakorolta a zeneszerzést, a festészetet, a költészetet és librettóírást is.

## Élete

### Származása
Mária Antónia Walpurga (Walpurgis) bajor hercegnő 1724-ben született Münchenben, a Bajor Választófejedelemség fővárosában.
Édesapja a Wittelsbach-házból való Károly Albert bajor választófejedelem (1697–1745) volt, a későbbi VII. Károly német-római császár, II. Miksa Emánuel bajor választófejedelemnek (1662–1726) és második feleségének, Sobieska Terézia Kinga lengyel királyi hercegnőnek (1676–1730) legidősebb fia.
Édesanyja Habsburg Mária Amália osztrák főhercegnő (1701–1756) volt, I. József német-római császárnak, magyar és cseh királynak (1678–1711) meg Vilma Amália braunschweig–lüneburgi hercegnőnek (1673–1742) fiatalabbik leánya.
A szülők házasságából az alábbi hét gyermek született:
- Maximiliána Maria hercegnő (*/† 1723) születésekor meghalt.
- Mária Antónia Walpurga hercegnő (1724–1780), 1747-től Frigyes Keresztély szász választófejedelem felesége.
- Terézia Benedetta Mária hercegnő (1725–1743)
- Miksa József herceg (1727–1777), trónörökös, aki 1745-ben apja örököseként III. Miksa néven választófejedelem lett, és 1747-ben Mária Anna Zsófia szász hercegnőt (1728–1797) vette feleségül.
- József Lajos Leó herceg (1728–1733), kisgyermekkorban meghalt.
- Mária Anna Jozefa hercegnő (1734–1776) , aki 1755-ben Lajos György Simpert badeni őrgrófhoz (1702–1761), a törökverő Lajos Vilmos őrgróf fiához ment feleségül.
- Mária Jozefa Antónia hercegnő (1739–1767), aki 1765-ben feleségül ment József osztrák főherceghez (1741–1790), német királyhoz, a későbbi II. József császárhoz.

Szüleinek legidősebb leányaként magas rangú dinasztikus házasságra szánták. Az európai uralkodócsaládok nagy érdeklődést mutattak iránta. Rangjához méltó, magas színvonalú oktatást és nevelést kapott, melynek keretében zeneszerzést, zeneértést, hangszeres zeneélést, továbbá irodalmat, költészetet és festészetet is tanult.

### Házassága, gyermekei

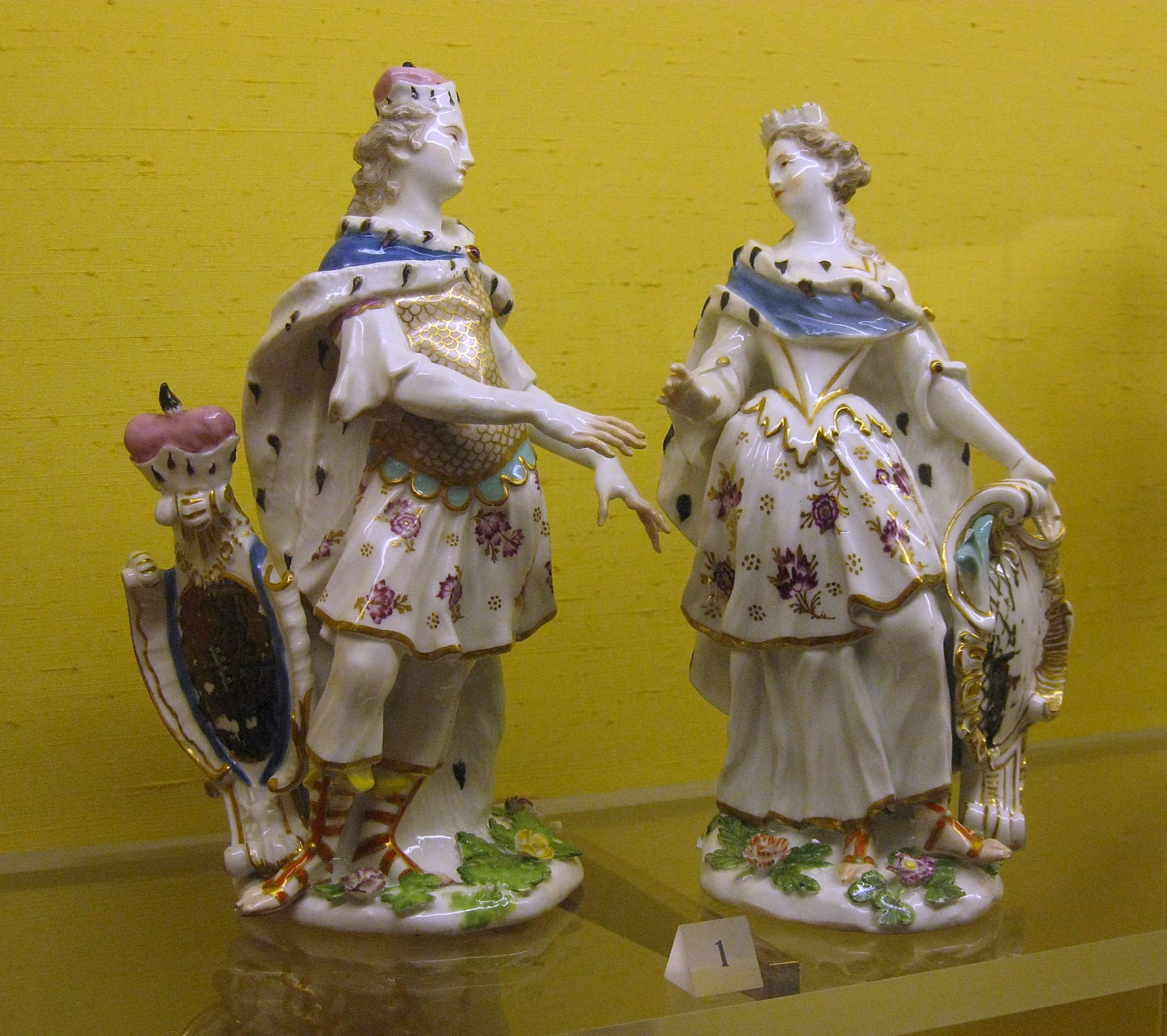
Frigyes Krisztián herceg és felesége, Bajor Mária Antónia. Johann Joachim Kaendler kisplasztikája, 1747 (Meißeni porcelánmúzeum, Lustheim kastély, Oberschleißheim, Bajorország)

1747. június 20-án feleségül ment a Wettin-házból való Frigyes Keresztély szász koronaherceghez (1722–1763), a Szász Választófejedelemség trónörököséhez, II. Frigyes Ágost szász választófejedelem (1696–1763), III. (Kövér) Ágost néven lengyel király és Habsburg Mária Jozefa osztrák főhercegnő (1699–1757) fiához. (Vőlegény és menyasszony egymás elsőfokú unokatestvérei voltak, lévén a két anyós, Mária Jozefa és Mária Amália édestestvérek, I. József császár leányai).
Házasságukból kilenc gyermek született, ketten közülük születésük órájában meghaltak:
- Fiúgyermek (*/† 1748), születésekor meghalt.
- Frigyes Ágost József herceg (1750–1827), trónörökös, 1763-tól III. Frigyes Ágost néven választófejedelem, 1806-tól I. Frigyes Ágost néven Szászország első királya,
- Károly Miksa Mária herceg (1752–1781), 1763-tól a trón várományosa.
- József Mária Lajos herceg (1754–1763), fiatalon meghalt.
- Antal Kelemen Tivadar herceg (1755–1836), 1781-től trónörökös, 1827-től I. Antal néven Szászország királya.
- Mária Amália Anna (1757–1831), 1774-től II. Károly Ágost pfalz–birkenfeld-zweibrückeni herceg (1746–1795) felesége.
- Miksa Mária József herceg (1759–1838), 1827-től trónörökös (koronaherceg), aki 1792-ben Karolina Mária Bourbon–parmai hercegnőt (1770–1804), majd 1822-ben Mária Lujza Sarolta Bourbon–parmai hercegnőt (1802–1857) vette feleségül.
- Terézia Mária Jozefina hercegnő (1761–1820).
- Fiúgyermek (*/† 1762), születésekor meghalt.

### Élete a szász fejedelmi udvarban

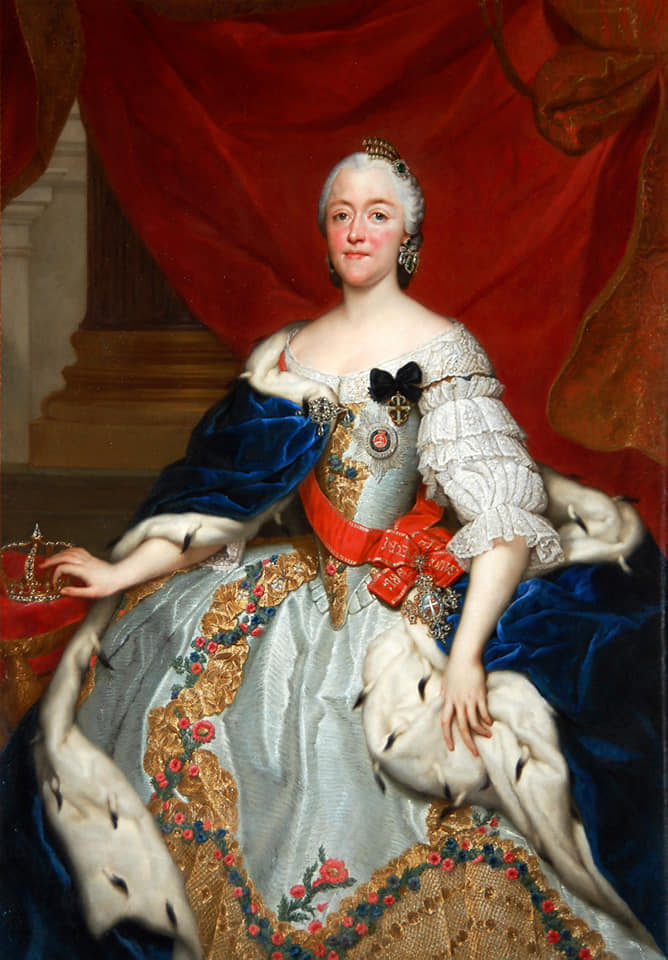
Mária Antónia, Szászország választófejedelemnéje

1759-ben, a hétéves háború alatt Mária Antónia férjével és idősebb gyermekeivel együtt menekülni kényszerült a Szászországba betörő poroszok elől. Prágában, majd Münchenben találtak menedéket. Apósa, II. Frigyes Ágost választófejedelem, aki III. (Kövér) Ágost néven Lengyelország királya és Litvánia nagyfejedelme is volt, 1763. október 5-én elhunyt. Trónját Mária Antónia férje, Frigyes Keresztély koronaherceg örökölte, aki azonban két hónappal trónra lépése után, 1763. december 17-én fekete himlőben meghalt.
Az uralkodó pár legidősebb fia, a 13 éves III. Frigyes Ágost néven örökölte a választófejedelmi trónt. A kiskorú fejedelem helyett anyja, az özvegy Mária Antónia hercegné régensként vezette a kormányzati ügyeket, sógorával, Ferenc Xavér herceggel, Lausitz grófjával (II. Frigyes Ágost negyedik fiával, III. Frigyes Ágost nagybátyjával) együtt 1768-ig, III. Frigyes Ágost nagykorúságáig.
1765-ben komoly nézeteltérés támadt a két megbízott régens, Mária Antónia és sógora között amiatt, hogy Ferenc Xavér herceg – unokaöccse nevében – nyilatkozatban lemondott a lengyel királyi trón iránti igényről, miközben Mária Antónia özvegy hercegné feltétlenül ragaszkodott volna ehhez az igen magas presztízst jelentő uralkodói címhez.

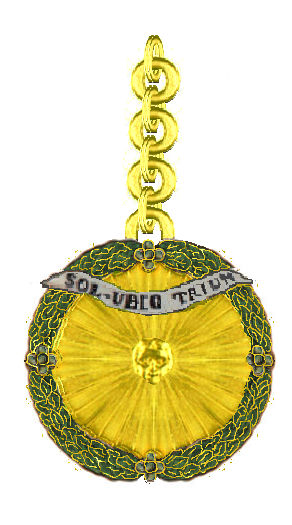
Az Erény Szolgálóleányai Rend jele

A tehetséges Mária Antónia választófejedelemné nemcsak művészként, hanem vállalkozóként is aktív volt, 1763-ban Naundorfban pamutszövőgyárat építtetett. 1766-tól a drezdai Bajor Sörfőzde (Bayrische Brauhaus) tulajdonosa volt. Tagja lett az Erény Szolgálóleányai Rendjének (Orden der Sklavinnen der Tugend), amelyet még 1662-ben Gonzaga Eleonóra császárné, III. Ferdinánd császár harmadik felesége alapított nemes hölgyek számára, akik hűséget fogadtak a császári háznak, továbbá erényes és vallásos életvitelre tettek fogadalmat.
Élete alkonyán az özvegy választófejedelemné értekezést írt „Szellemünk erősítése a halálfélelem ellen” címmel. 1780-ban hunyt el Drezdában. A királyi udvar templomában (Katholische Hofkirche) temették el, a királyi család elhunyt tagjai között.

### Zeneszerző, irodalmár és festőművész
A tehetséges kislánynak szülei magas színvonalú zenei oktatást biztosítottak Münchenben. A kor neves operaszerzői, Giovanni Battista Ferrandini és Nicola Antonio Porpora tanították. 1747-ben, Frigyes Krisztián koronaherceg és Mária Antónia esküvőjén Christoph Willibald Gluck Le nozze d’Ercole e d’Ebe és Johann Adolf Hasse La Spartana generosa c. operáit adták elő. A drezdai udvarban a hercegné Hasse és Porpora keze alatt tovább folytatta zenei tanulmányait. Különös szenvedéllyel fordult az opera műfaja felé. Saját operáinak az udvar előtt tartott előadásain számos alkalommal maga is fellépett mint énekes, és mint csembalójátékos. 1747-ben, esküvője után felvették a római Accademia dell’Arcadia (nemzetközi irodalmi akadémia) tagjai közé. Az akadémia tagjai elküldték egymásnak irodalmi műveiket, és társadalmi különbségek nélkül leveleztek egymással a világ dolgairól. E célból az egyszerű vidéki életre utaló művészneveket használtak. Mária Antónia hercegné az Ermelinda Talea Pastorella Arcadia, rövidítve ETPA álnevet kapta.
Tehetséges festőművész volt, saját önarcképét a firenzei Uffizi képtár őrzi. Bőkezű mecénásként a hercegné számos művészt és tudóst támogatott, köztük Johann Gottlieb Naumann karnagy-karmestert (kapellmeistert) és Anton Raphael Mengs festőművész családját is.

## Művei
Mária Antónia hercegnő operáinak, más zeneműveinek, továbbá szövegkönyveinek és irodalmi műveinek részletesen feldolgozott listáját 2007-ben adták ki.

## További irodalom
- Marita A. Panzer. Wittelsbacherinnen. Fürstentöchter einer europäischen Dynastie. Regensburg: Pustet, 135–146. o. (2012). ISBN 978-3-7917-2419-5
- Thomas Schilp. Äbtissin Maria Kunigunde von Essen, eine Opernsängerin? Zur Uraufführung der Oper „Talestri, regina delle amazzoni“ am Hof des Kurfürsten von Sachsen. in: Frauen bauen Europa. Internationale Verflechtungen des Frauenstifts Essen.. Essen: Klartext Verlag, 451–461. o. (2011). ISBN 978-3-8375-0672-3